# Chiesa di Santa Maria (Andrate)
La chiesa di Santa Maria è una chiesa sussidiaria di Andrate, in città metropolitana di Torino e diocesi di Ivrea; fa parte della vicaria Urbana.

## Storia e descrizione
La chiesa, situata su un terrapieno dominante la pianura, ha origini medioevali, come testimoniano i resti della cinta muraria in pietra che la circondano. L'edificio attuale è il risultato di radicali interventi effettuati tra il XVIII e il XIX secolo, che hanno modificato l'originario impianto romanico. Dell'antica struttura rimane soltanto una porzione di muro all'interno, sulla quale è ancora visibile un frammento di affresco quattrocentesco raffigurante la Vergine e Santa Caterina, unica traccia superstite della decorazione pittorica dell'epoca.
Dal punto di vista architettonico, l'elemento più significativo della chiesa è il campanile romanico, risalente alla fine dell'XI secolo e realizzato in pietra locale di colore grigio e bianco. La struttura è suddivisa in sei piani, con un'articolata successione di aperture: dalle feritoie alla base, alle monofore, bifore e, nei livelli superiori, due ordini di trifore a tutto sesto, incorniciate da campiture decorate con archetti pensili. Le colonnine in pietra che sorreggono i capitelli delle bifore e delle trifore presentano, in alcuni casi, incisioni ornamentali alle estremità.

## Galleria d'immagini

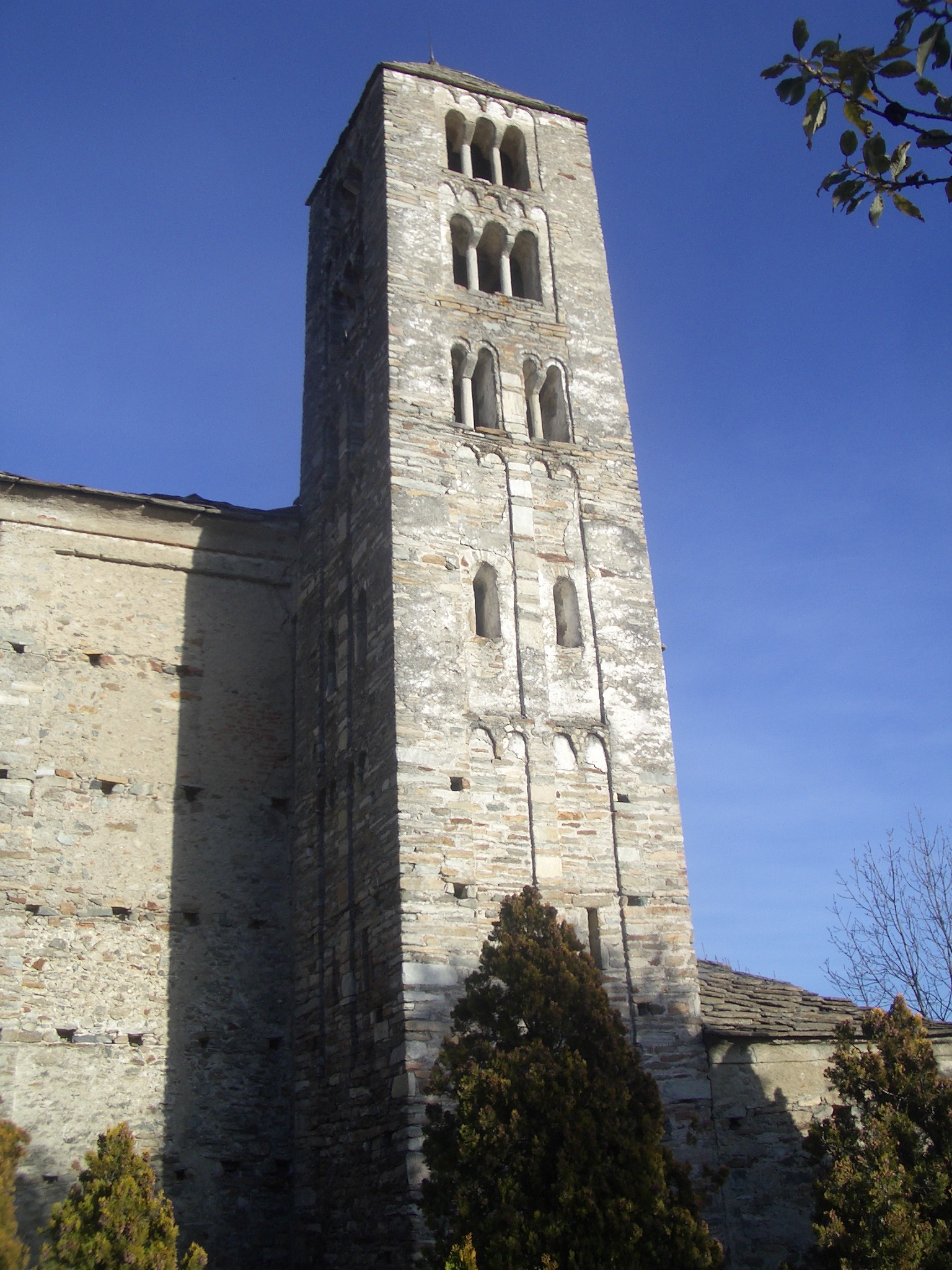
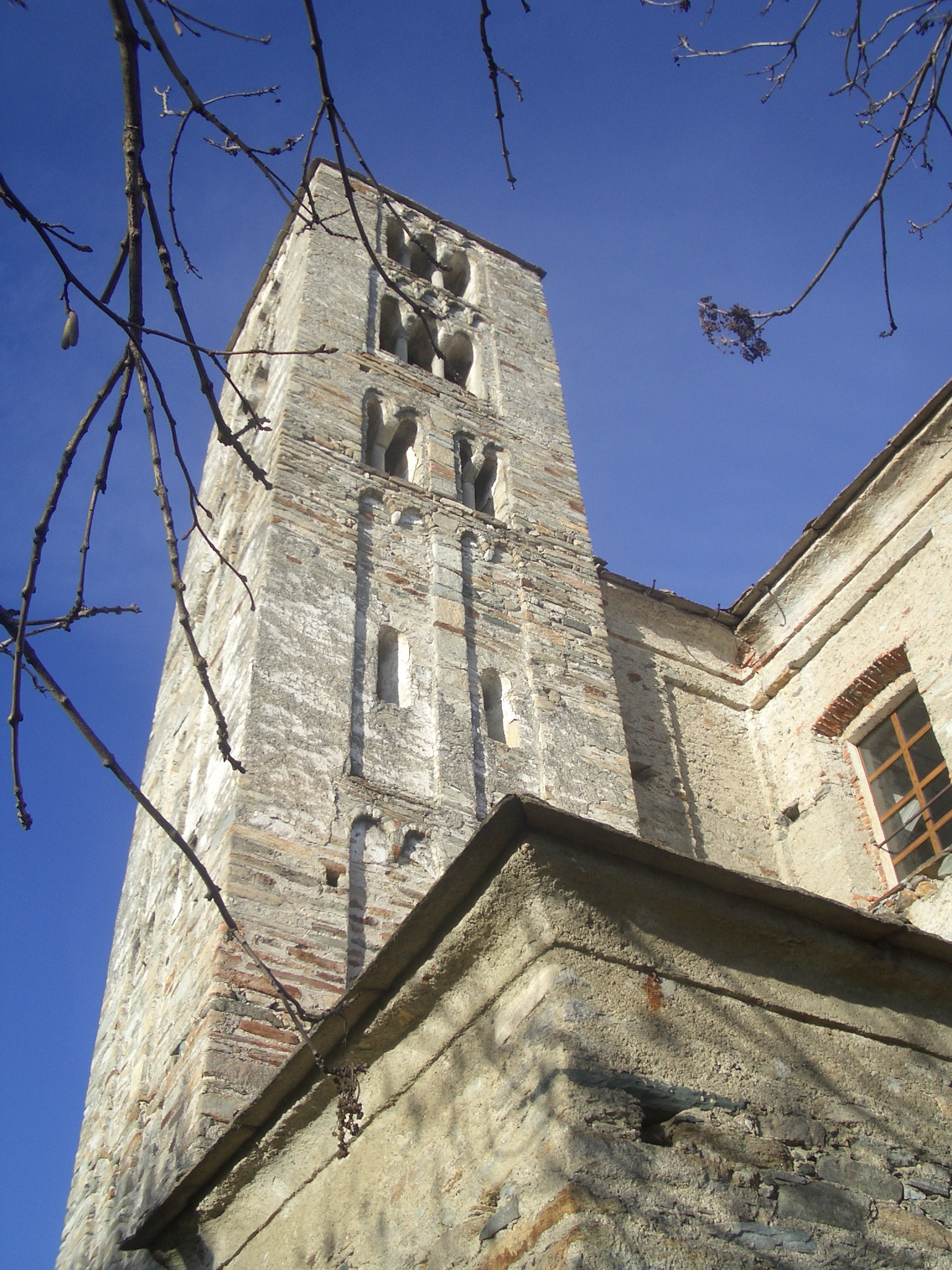